# Осипов, Евгений Петрович (врач)
Евгений Петрович Осипов (1929 — 2016) — советский, российский врач-хирург. Народный врач СССР (1980).

## Биография
Родился 23 февраля 1929 года в Уральской области (ныне Челябинская область России).
С трёх лет рос без отца, арестованного по доносу как «враг народа». По этой причине мама долго не могла найти хоть какую-то работу, а на руках у неё – четверо детей и больная бабушка.
В 1944 году поступил в Барнаульское медицинское училище. Окончив с отличием фельдшерское отделение, получил направление в Тальменскую санэпидстанцию и должность помощника эпидемиолога.
Через два года поступил в Новосибирский медицинский институт, а после его окончания был направлен на Алтай заведующим хирургическим отделением Троицкой районной больницы. В 1960 году был назначен главным врачом районной больницы. За три года, что он проработал главным, больничная сеть района с 210 коек увеличилась до 455.
С 1965 года — главный эксперт Алтайского края по врачебно-трудовой экспертизе — председатель краевой ВТЭК (по совместительству, без отрыва от основной работы врача-хирурга краевой больницы). В 1969 году ему была присвоена высшая квалификационная категория врача-хирурга, ещё через год — врача торакальной хирургии.
В 1971 году был назначен первым заместителем главного врача Алтайской краевой клинической больницы. С 1974 до 1998 года — главный врач Алтайской краевой больницы в Барнауле.
Избирался депутатом краевого совета пяти созывов и все это время возглавляя постоянную депутатскую комиссию по здравоохранению, социальному обеспечению, физической культуре и спорту.
В 1980 году ему было присвоено почетное звание «Народный врач СССР». Как говорилось в Указе Президиума Верховного Совета СССР, «за большой вклад в развитие народного здравоохранения и самоотверженность в выполнении врачебного долга». Он был первым в крае — и остаётся единственным, кто получил это высокое звание.
Ушёл на заслуженный отдых в мае 1998 года, как и было определено условиями контракта. За девять месяцев до своего 70-летия.
Скончался 23 сентября 2016 года.

### Семья
- Отец — Пётр Семёнович Осипов
- Мать — Александра Мироновна Осипова
- Первая жена (1955—1982) — Таисья Сергеевна Осипова
- Вторая жена (1982—2016) — Ирина Борисовна Осипова
- Сыновья — Сергей; Пётр.

## Награды и звания
- Заслуженный врач РСФСР
- Народный врач СССР (1980)
- Орден «Знак Почёта»
- Медали.